# Orphnus schoutedeni
Orphnus schoutedeni är en skalbaggsart som beskrevs av Benderitter 1920. Orphnus schoutedeni ingår i släktet Orphnus och familjen Orphnidae. Inga underarter finns listade i Catalogue of Life.